# 세나: F1의 신화
《세나: F1의 신화》(Senna)는 영국과 프랑스에서 제작된 아시프 카파디아 감독의 2010년 다큐멘터리 영화이다. 브라질 자동차 경주 선수 아이르통 세나의 생애와 죽음을 다루었으며, 팀 베번 등이 제작에 참여하였다.
평단으로부터 좋은 반응을 얻었으며, 2012년 제65회 영국 아카데미 영화상에서 편집상과 다큐멘터리 작품상을 수상하는 한편 영국 영화 작품상 후보에 올랐다.

## 개요
자동차 경주계의 신화인 선수 아이르통 세나의 1984년 포뮬러 원(F1) 데뷔부터 팀 로터스 등에서의 이른 성공, 매클래런 이적 후 F1 챔피언 등극, 알랭 프로스트와의 경쟁 관계, 국제 자동차 연맹 수장 장마리 발레스트르와의 갈등, 선수들의 안전을 보장하려고 했던 노력, 그리고 윌리엄스 소속으로 참가한 1994년 산마리노 그랑프리에서의 사망까지를 그린다.

## 출연진
- 아이르통 세나
- 알랭 프로스트
- 시드 왓킨스
- 프랭크 윌리엄스
- 론 데니스
- 네이지 세나
- 비비아니 세나